# Иоаннисян, Ашот Гарегинович
Ашо́т Гареги́нович Иоаннися́н (варианты — Ованнисян, Оганесян, Иоанесян; (5) 5 (17) июня 1887 года, Шуша, Российская Империя — 30 июня 1972, Ереван, Армянская ССР) — армянский революционер и советский политический деятель, историк. Академик АН Армянской ССР (1960).
Заслуженный деятель науки Армянской ССР. Лауреат Государственной премии Армянской ССР (1985, посмертно).

## Биография
Окончил реальное училище Шуши.
В 1906-13 годах учился в ун-тах Германии (Галле, Иена, Мюнхен), изучал философию и экономику. Степень доктора философии получил за своё первое научное исследование «Исраел Ори и армянская освободительная идея» (1913), изданное на немецком в Мюнхене.
Активно участвовал в революционном движении в Закавказье. В РСДРП вступил в 1906 году.
В 1913 г. вернулся в Шушу и преподавал в духовной семинарии.
В 1914–17 гг. вёл занятия в духовной семинарии Геворгян в Эчмиадзине. Доцент всеобщей истории и политэкономии в Эчмиадзинской академии (1915-17).
В 1917 г. в Шуше издавал газету «Нецук» («Опора»). В 1917–18 гг. работал в школьном отделе Комиссариата просвещения Бакинской коммуны. После её падения уехал в Москву.
В 1918—19 годах доцент, проф. по каф. истории Передней Азии Лазаревского института восточных языков в Москве, одновременно заведовал издательским отделом Комиссариата по армянским делам.
В 1920 г. редактировал газету «Банвори кривы» («Борьба рабочего») в Ростове-на-Дону.
В 1920 г. в составе миссии Б. Леграна принимал участие в переговорах с правительством Республики Армения.
В 1920—21 годах нарком просвещения Армении, первый на этом посту.
Профессор Ереванского государственного университета (1921—1926).
Являлся первым секретарём ЦК КП(б) Армении (1922—1927), избран на I съезде коммунистов республики, который проходил с 26 по 29 января 1922 года. Чл. Заккрайкома ВКП(б) и ЦИК СССР ряда созывов
В 1928 году направлен решением Секретарита ЦК ВКП(б) на работу ИМЭ. В 1928–31 гг. руководил кабинетом истории международных отношений Института Маркса–Энгельса. Затем в Институте национальностей СССР (1929—1934), в 1931–34 гг. профессор истории национально-освободительных движений народов Востока в Институте национальностей АН СССР. В 1934–37 гг. одновременно заведовал и Московским отделением Государственной академии истории и материальной культуры в ранге действительного члена этой академии.
В 1936—1937 годах заместитель директора Института истории АН СССР. Исключен из ВКП(б) 13 июля 1937. Был репрессирован. В 1943 году выпущен из тюрьмы. В 1954 году полностью реабилитирован и становится старшим научным сотрудником Института истории. В 1955 защитил докт. дисс. В 1960 году — академик АН Армянской ССР и заслуженный деятель науки Армянской ССР (1962).
С 1961 г. заведующим отделом новейшей истории в Институте истории АН АрмССР.
Удостоен орденов Ленина (16.06.1967) и Трудового Красного Знамени.

## Труды
- Налбандян и его время. Т. 1—2, 1955—1956
- Очерки истории армянской освободительной мысли. Кн. 1—2, 1957—1959